# Misumenoides carminatus
Misumenoides carminatus là một loài nhện trong họ Thomisidae.
Loài này thuộc chi Misumenoides. Misumenoides carminatus được Cândido Firmino de Mello-Leitão miêu tả năm 1941.